# Laemostenus meaillensis
Laemostenus meaillensis is een keversoort uit de familie van de loopkevers (Carabidae). De wetenschappelijke naam van de soort is voor het eerst geldig gepubliceerd in 1949 door J. Ochs.